# Сильна стійкість
Сильна стійкість — досягнення  сталого розвитку шляхом жорсткості діяльності порівняно з критерієм  слабкої стійкості: вводиться додаткове обмеження — незменшення запасів природного капіталу, від яких залежать системи життєпідтримання. Враховуються межі заміщення природного капіталу іншими економічними активами (наприклад, відновлюваних або антропогенних — техногенним — капіталом), а також проблеми незворотності екологічних змін, невизначеності порогових ефектів і потенційних масштабів соціальних витрат, пов'язаних з втратою деяких екологічних активів. При цьому стверджується, що сталий розвиток не можна забезпечити без накладення певних умов на діяльність, пов'язану з виснаженням природного капіталу. Наприклад, якщо істотним для функціонування і пружності  екосистем є певний мінімальний рівень біорізноманіття, то для збереження альтернатив для економічної діяльності майбутніх поколінь вимагається припинення втрати біорізноманіття, яке ставить під загрозу цей мінімальний пороговий рівень.

## Ресурси Інтернету
- Еколого-економічний словник
- Економічна цінність природи
- Концепция общей экономической ценности природных благ
- Традиционные и косвенные методы оценки природных ресурсов